# Милич, Борислав
Бо́рислав Ми́лич (20 октября 1925, Белград — 27 мая 1986, там же) — югославский шахматист; почётный гроссмейстер (1977). Доктор юридических наук. 
Участник 15 чемпионатов Югославии; лучший результат в 1945 — 4-е место. 
В составе команды Югославии участник Олимпиад 1952 и 1956. Лучшие результаты в международных соревнованиях: Белград (1949) — 1-е, 1950 — 4-е, 1952 — 2-3-е, 1966 — 1-3-е; Дортмунд (1951) — 2-3-е; Вена (1951/1952) — 2-4-е; Бевервейк (1955) — 1-е; Любляна (1955) — 2-е; Крыница-Здруй (1956) — 1-е; Мадрид (1961) — 1-2-е; Сараево (1961) — 3-4-е; Амстердам (1963) — 4-6-е места.